# 田内城
田内城（たうちじょう）は、鳥取県倉吉市巌城の仏石山（標高58メートル）にあった日本の城。別名巌城（がんじょう）。南北朝時代の伯耆国の守護所だった。

## 歴史
因幡国と伯耆国の守護だった山名時氏が興国年間（1340年～1345年）の初めに築き、嫡男の師義を配した。のち伯耆守護となった山名師義は延文年間（1356年～1361年）に打吹城を築いて守護所を移転させ、田内城は廃城となったと伝えられている。
残されている遺構を見ると戦国期の改修が考えられ、打吹城の出城として存続していたと見られる。
かつては『見日千軒（みるかせんげ）』と呼ばれた城下町が広がっていたが、1544年（天文13年）の天神川と小鴨川の大洪水によってすべて流出してしまった。これ以後、山名氏とその後にこの地を支配した南条氏によって、城下町の打吹山麓への移転が進められた。

## 構造
- 標高58メートルの仏石山の頂上部に、本丸と見られる主郭が残る。数段の削平地や堀切も残っている。
- 南西側の斜面には、迷路状の加工をされた空堀、土塁が見られ、戦国時代の改修を思わせる。
- 現在、主郭部には2層2階の模擬天守が建てられ、倉吉市街地を望む展望台となっている。山頂まで通じる遊歩道も整備されている。
- 田内城の山麓の岩壁には『南無阿弥陀佛』の文字が彫られた岩阿弥陀がある。これは江戸時代に倉吉の町民が1544年（天文13年）の大洪水による死者を供養するために刻んだものと伝えられている。